# NGC 6465
NGC 6465 é um asterismo na direção da constelação de Sagittarius. O objeto foi descoberto pelo astrônomo John Herschel em 1826, usando um telescópio refletor com abertura de 18,6 polegadas. 